# Proceratosàurids
Els proceratosàurids (Proceratosauridae) constitueixen una família o clade de dinosaures teròpodes, probablement pertanyents al llinatge dels tiranosaures. Fou anomenada per primera vegada l'any 2010 per Oliver Rauhut i col·laboradors en la seva re-avaluació del gènere tipus, el proceratosaure. El seu estudi va donar suport a la idea que proposa que el proceratosaure és un celurosaure, un tiranosauroïdeu, i més estretament emparentat amb el tiranosauroïdeu xinès Guanlong. Van definir el clade que conté aquests dos dinosaures com tots els teròpodes més propers al proceratosaure que al tiranosaure, al·losaure, Compsognathus, Coelurus, Ornithomimus o Deinonychus.